# بطلون
بطلون  هي قرية لبنانية من قرى قضاء عاليه في محافظة جبل لبنان.